# Middenduin
Middenduin is een natuurgebied van 158 hectare in het Nationaal Park Zuid-Kennemerland. Het is gelegen in de Noord-Hollandse gemeentes Bloemendaal en Zandvoort.
Er zijn twee toegangen tot Middenduin. Een aan de Duinlustweg en de ander achter het voormalig bezoekerscentrum De Zandwaaier. Middenduin beslaat ruwweg het gebied tussen Duinlustweg, Tetterodeweg, Zeeweg, Wethouder van Gelukpark, Koevlak en Kraantje Lek.

## Duinbos
Om de stuivende zandduinen vast te leggen werden de steile hellingen in het gebied aan het einde van de negentiende eeuw grotendeels beplant met naaldenbomen, vooral grove den en Corsicaanse den. In de twintigste eeuw ontstond geleidelijk aan een meer gevarieerd bos. Tussen de bomen achter landhuis Duinlust bevindt zich een oude ijskelder die door verschillende soorten vleermuizen gebruikt wordt als winterverblijf.

## Zanderij
Een deel van Middenduin was tussen 1850 en 1948 in gebruik als zanderij. Het zand werd er handmatig gewonnen om te worden gebruikt voor de aanleg van stadsuitbreidingen van Amsterdam en Haarlem. Het werd met karretjes op rails naar een speciaal gegraven vaart gebracht, de Zanderijvaart. Met schuiten kwam het vervolgens ter bestemde plekke.
In 1930 stopte deze zandwinning grotendeels. Na de zandwinning is de laag gelegen geestgrond in gebruik geweest voor volkstuinen en bollenteelt. In 1992 werd Staatsbosbeheer eigenaar en werd de vallei omgevormd naar een schraal biotoop waar plantensoorten die passen in een vochtige duinvallei ruimte kregen. Door de aanwezigheid van schoon kwelwater groeien er planten als waterviolier, rondbladig wintergroen, parnassia en moeraswespenorchis.
Een deel van het terrein wordt open gehouden door begrazing met Schotse hooglanders.

## Wandelen
In het gebied zijn drie wandelroutes uitgezet. Een deel van de paden is te gebruiken per rolstoel. Vanuit Middenduin is voor wandelaars een observatie- en uitkijkpunt voor de wisenten in het Kraansvlak gemakkelijk bereikbaar.